# Mandawar
Mandawar é uma cidade e uma nagar panchayat no distrito de Bijnor, no estado indiano de Uttar Pradesh.

## Geografia
Mandawar está localizada a 29° 30′ N, 78° 08′ L. Tem uma altitude média de 223 metros (731 pés).

## Demografia
Segundo o censo de 2001, Mandawar tinha uma população de 19,565 habitantes. Os indivíduos do sexo masculino constituem 52% da população e os do sexo feminino 48%. Mandawar tem uma taxa de literacia de 39%, inferior à média nacional de 59.5%: a literacia no sexo masculino é de 45% e no sexo feminino é de 33%. Em Mandawar, 18% da população está abaixo dos 6 anos de idade.